# 로버트 번스 (1942년)
로버트 번스(Robert Burns, 1942년~)는 캐나다의 디자이너이다.
영국에서 출생하였고 골드스미스 대학에서 회화와 조각을 공부하였다. 1965년 캐나다로 이주하여 2년 동안 텔레비전 아트 디렉터로 활동한 후 1969년에는 자신의 다자인 실습소를 설립하였다.
1971년 헤더 쿠퍼(Heather Cooper)와 번스 앤드 쿠퍼 주식회사(Burns & Cooper)를 설립하여 이 그룹은 그후 14년 동안 캐나다 그래픽 디자인계에 큰 공헌을 하였다. 한때 AGI의 국제 부회장직을 맡기도 하였다. 그는 1982년 예일대학교에서 '뷰 포인트'라는 이름의 주요 학생회의를 이끌었는데 이 모임은 그 주제를 AGI 멤버들의 작품과 경력에 대한 영향력의 탐구에 뿌리를 두고 있어 큰 성공을 거두었다.
1986년 캐나다 토론토에서 번스 앤드 컴퍼니를 설립하여 컴퓨터의 도움을 받은 디자인 테크놀러지의 개발에 선구자 역할을 하였고, 그의 작품은 그의 전시회에서 5개의 기본적 형태를 상징화하기 위해 아크릴의 명료한 플라스틱 물질이 조각된 플라토닉 형상을 보여주었다.

## 참고 문헌
- 《글로벌 세계대백과사전》,  〈번스〉